# Communauté de communes de Sartilly - Porte de la Baie
La communauté de communes de Sartilly - Porte de la Baie est une ancienne communauté de communes française, située dans le département de Manche et la région Basse-Normandie.

## Historique
La communauté de communes du canton de Sartilly a été créée le 30 décembre 1993 avec à l'origine dix communes. À la suite de l'adhésion de Lolif le 1er janvier 1996, elle a été autorisée à prendre sa dénomination actuelle. Le 1er janvier 2000, la commune de Carolles y a adhéré.
Le 1er janvier 2014, à l'exception des communes de Carolles, Champeaux et Saint-Pierre-Langers, elle fusionne avec les communautés de communes d'Avranches, de Pontorson - Le Mont-Saint-Michel, du canton de Ducey, auxquelles se joignent quelques communes de la communauté de communes du Pays hayland, pour former la communauté de communes Avranches - Mont-Saint-Michel. Carolles, Champeaux et Saint-Pierre-Langers rejoignent la communauté de communes de Granville, terre et mer.

## Composition
L'intercommunalité fédérait douze communes, toutes du canton de Sartilly :
- Angey
- Bacilly
- Carolles
- Champcey
- Champeaux
- Dragey-Ronthon
- Genêts
- Lolif
- Montviron
- Saint-Jean-le-Thomas
- Saint-Pierre-Langers
- Sartilly

## Compétences
- Aménagement de l'espace
- Actions de développement économique
- Enseignement
- Logement
- Activités culturelles et sportives
- Environnement
- Voirie
- Action sociale
- Tourisme
- Gens du voyage
- Protection civile
- Gendarmerie
- Service fourrière
- Déchets
- Aménagement numérique du territoire

## Administration
Elle faisait partie du Pays de la Baie du Mont-Saint-Michel, qui regroupait alors dix-sept communautés de communes, une commune-canton (Isigny-le-Buat) et une commune isolée (Sainte-Cécile).
| Période      | Période       | Identité       | Étiquette | Qualité                       |
| ------------ | ------------- | -------------- | --------- | ----------------------------- |
| janvier 1994 | janvier 2001  | Roger Grupallo |           | Maire de Saint-Jean-le-Thomas |
| avril 2001   | janvier 2003  | Jacques Hec    |           | Maire de Genêts               |
| janvier 2003 | avril 2008    | Serge Robidat  |           | Maire de Montviron            |
| avril 2008   | décembre 2013 | Claude Fourré  |           | Adjoint au maire de Sartilly  |